# Очеславці
Очеславці (словен. Očeslavci) — поселення в общині Горня Радгона, Помурський регіон, Словенія. Висота над рівнем моря: 211 м.